# Samsung Galaxy Trend Lite
Il Samsung Galaxy Trend Lite è uno smartphone prodotto da Samsung, basato su Android.